# De meester en Margarita (televisieserie uit 1990)
Mistrz i Małgorzata (De meester en Margarita) is een Poolse televisiereeks geproduceerd door Zespoły Polskich Producentów Filmowych (het Team van Poolse Filmproducenten) en gebaseerd op de roman De meester en Margarita van Michail Boelgakov.

## Achtergrond
De regisseur en scenarioschrijver van deze bewerking is Maciej Wojtyszko.

## Verhaal

### Drie verhaallijnen
De film is een bewerking van de roman De meester en Margarita van de Russische auteur Michail Boelgakov. Drie verhaallijnen zijn onderling met elkaar verbonden.
- De eerste is een satire op de jaren dertig van de 20ste eeuw, de periode waarin Jozef Stalin de macht uitoefent in de Sovjet-Unie. Satan, hier Woland genoemd, komt naar Moskou om er zijn jaarlijks Lentebal te houden, en rekent, geholpen door zijn gevolg, op hilarische wijze af met de corrupte arrivisten, bureaucraten en profiteurs van die periode.
- De tweede speelt zich af in het Bijbelse Jersjalaïm, en schetst de innerlijke strijd die Pontius Pilatus voert vóór, tijdens en na de veroordeling en terechtstelling van Jesjoea Ha Notsri.
- De derde vertelt het verhaal van de liefde tussen een naamloze schrijver in het Moskou van de jaren dertig en zijn geliefde Margarita. De meester heeft een roman geschreven over Pontius Pilatus, een onderwerp dat in de officieel atheïstische Sovjet-Unie taboe was.

### Verschillen met de roman
De reeks volgt zeer getrouw de verhaallijn van het origineel van Boelgakovs roman, behalve voor de nachtelijke scènes. Terwijl heel veel scènes in de roman van Boelgakov zich 's nachts afspelen, is het in deze bewerking altijd dag. Omwille van zijn beperkt budget, zei Wojtyszko dat hij zijn aandacht had toegespitst op goede acteerprestaties, eerder dan op speciale effecten.

## Episodes
1. De séance van Zwarte Magie
2. De meester
3. Margarita
4. Het afscheid

## Credits
- Regisseur: Maciej Wojtyszko
- Scenario: Maciej Wojtyszko
- Productie: CWPiFTV Poltel (Warschau)
- Camera: Dariusz Kuc

## Rolverdeling
- Margarita: Anna Dymna
- De meester: Władysław Kowalski
- Woland: Gustaw Holoubek
- Bezdomny: Grzegorz Gierak
- Pontius Pilatus: Zbigniew Zapasiewicz
- Korovjev: Janusz Michałowski
- Azazello: Mariusz Benoit
- Jesjoea: Tadeusz Bradecki
- Behemoth: Zbigniew Zamachowski

## Soundtrack
Alle tracks werden gecomponeerd door Zbigniew Karnecki.

## Andere filmbewerkingen van De meester en Margarita
- Charlotte Waligòra - Le maître et Marguerite - 2017 (speelfilm)
- Giovanni Brancale - Il Maestro e Margherita - 2008 (speelfilm)
- Vladimir Bortko - Master i Margarita - 2005 (tv-reeks)
- Ibolya Fekete - A Mester és Margarita - 2005 (speelfilm)
- Sergej Desnitskij - Master i Margarita - 1996 (tv-film)
- Joerij Kara - Master i Margarita - 1994 (speelfilm)
- Paul Bryers - Incident in Judaea - 1992 (tv-film)
- Oldřich Daněk - Pilát Pontský, onoho dne - 1991 (tv-film)
- Andras Szirtes - Forradalom Után - 1990 (speelfilm)
- Aleksandr Dzekoen - Master i Margarita - 1989 (tv-reeks)
- Vladimir Vasiljev en Boris Jermolajev - Fuete - 1986 (speelfilm)
- Aleksandar Petrović - Il Maestro e Margherita - 1972 (speelfilm)
- Andrzej Wajda - Pilatus und andere - 1972 (tv-film)
- Seppo Wallin - Pilatus - 1970 (tv-film)

Verwacht
- Logos Film Company - The Master and Margarita - 2018  (speelfilm)
- Katariina Lillqvist - Mistr a Markétka - 2013 (animatiefilm)
- Nikolai Lebjedev  - Master i Margarita - 2019 (speelfilm)